# ميروسلاف كوبيك
ميروسلاف كوبيك (بالتشيكية: Miroslav Koubek)‏ هو لاعب كرة قدم ومدرب كرة قدم تشيكي في مركز حراسة المرمى، ولد في 1 سبتمبر 1951 في براغ في جمهورية التشيك. لعب مع سبارتا براغ ونادي كلادنو.

## وصلات خارجية
- ميروسلاف كوبيك على موقع قاعدة بيانات كرة القدم.إي يو (الإنجليزية)
- ميروسلاف كوبيك على موقع عالم كرة القدم.نت (الإنجليزية)